# Бульвар Колде
Бульва́р Ко́лде (эст. Kolde puiestee) — улица в Таллине, столице Эстонии. 

## География
Проходит в микрорайонах Мериметса, Пелгулинн и Пелгуранна городского района Пыхья-Таллинн. Начинается как тупик недалеко от улицы Хейна, пересекается с улицами Ыле, Ристику, Роо, Ару, Преэзи, Аарде, Сыле, Хелме и Эхте и заканчивается на пересечении с улицей Пелгуранна рядом с пляжем Штромка.
Протяжённость — 1870 м.

## История
27 февраля 1924 года была основана улица Колде (эст. Kolde tänav), 29 сентября 1926 года — бульвар Колде (в 1921 году его называли бульваром Пелгулинна,  эст. Pelgulinna puiestee). В 1958 году они были объединены в единый бульвар Колде.

## Застройка
Застройка улицы началась в 1920-х годах, сначала от торговой станции Копли до улицы Ристику, затем далее на запад. Восемь жилых домов в начале улицы внесены в Государственный регистр памятников культуры Эстонии как памятники архитектуры; все они относятся к комплексу квартирных домов, спроектированных архитекторами Гербертом Йохансоном (1884—1964) и Эугеном Хаберманном (1884—1944) и построенных строительным обществом «Ома Колле» («Oma Kolle») в 1923—1925 годах («Ома Колле» — самое первое и самое известное строительное общество Эстонской Республики): 
- Kolde pst. 3, 5, 7, 9 — рядный дом, состоящий из четырёх квартир, проходящих через два этажа. Каждая квартира является отдельной секцией, при этом основной план каждой следующей секции является зеркальным отражением предыдущей. В каждой квартире на первом этаже находятся состоящая из двух частей большая комната, кухня и туалет возле входной двери; на втором этаже две спальни и ванная. Дом спроектирован в 1922 году, построен в 1923 году. При строительстве, по сравнению с проектом, во всех квартирах были перенесены внешние двери и туалетные комнаты[4];
- Kolde pst. 4, 6, 8, 10 — рядный дом спроектирован в 1922 году, построен в 1923 году, аналогичен дому 3,5,7,9[5];
- Kolde pst. 11, 13, 15, 17 — первоначальный проект согласно планировке 1922 года был разработан в 1923 году, изменён и утверждён в 1925 году. Рядный дом состоит из четырёх проходящих через два этажа квартир. Входы в две центральные квартиры расположены со стороны улицы, в крайние квартиры — с боков дома, для чего надо пройти через дворовые ворота[6];
- Kolde pst 12, 14, 16, 18 — построен в 1925 году, аналогичен дому 11,13,15,17[7];
- Kolde pst. 19, 21, 23, 25 — построен в 1925 году, аналогичен дому 11,13,15,17[8];
- Kolde pst. 25A — дом спроектирован и построен в 1925 году. Здание похоже на соседние дома, но отличается меньшими размерами (две квартиры вместо четырёх) и чуть более праздничным фасадом: вход в каждую квартиру оформлен полуколоннами. Такой акцент подчёркивает расположение дома на углу улицы Ыле и бульвара Колде, где оно становится своеобразным указателем входа в приватный и эксклюзивный жилой квартал[9];
- Kolde pst. 20, 22, 24, 26 — построен в 1925 году, аналогичен дому 11,13,15,17[10];
- Kolde pst. 28, 30, 32, 34 — построен в 1925 году, аналогичен дому 11,13,15,17[11].

После того, как в середине 1930-х годов был приведён в порядок пляж Штромка, бульвар Колде стал главной улицей, объединяющей микрорайон Пелгулинн и пляж. В конце улицы было возведено пляжное здание «Строоми» («Stroomi») с рестораном и другие строения.
Двухэтажные частные жилые дома после перекрёстка бульвара Колде с улицей Ристику и до перекрёстка с улицей Сыле построены, в основном, в конце 1920-х годов. Пятиэтажные панельные дома серии 111-121 на правой стороне бульвара Колде после перекрёстка с улицей Сыле (№ 76, 78, 80, 82, 84) построены в 1966—1972 годах; на левой стороне этого отрезка улицы жилое строительство началось в 2000-х годах, в 2006 году здесь был возведён трёхсекционный трёхэтажный дом № 67, здесь же улица граничит с приморским лесопарком Мериметс.
Восьмиэтажный жилой дом № 72, расположенный за супермаркетом «Kolde Selver», построен в 2019 году.

Бульвар Колде, памятники культуры
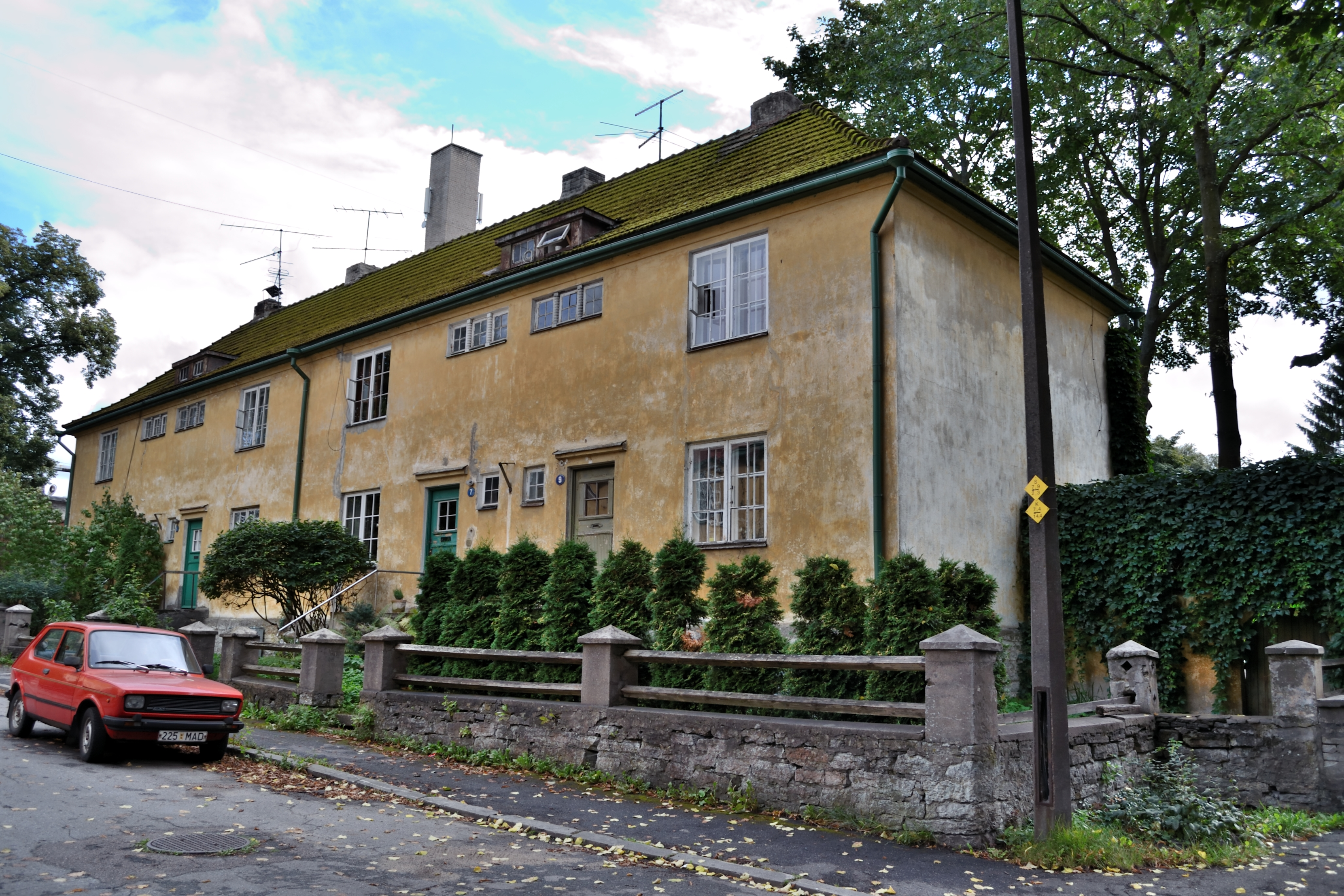
Дом 3,5,7,9
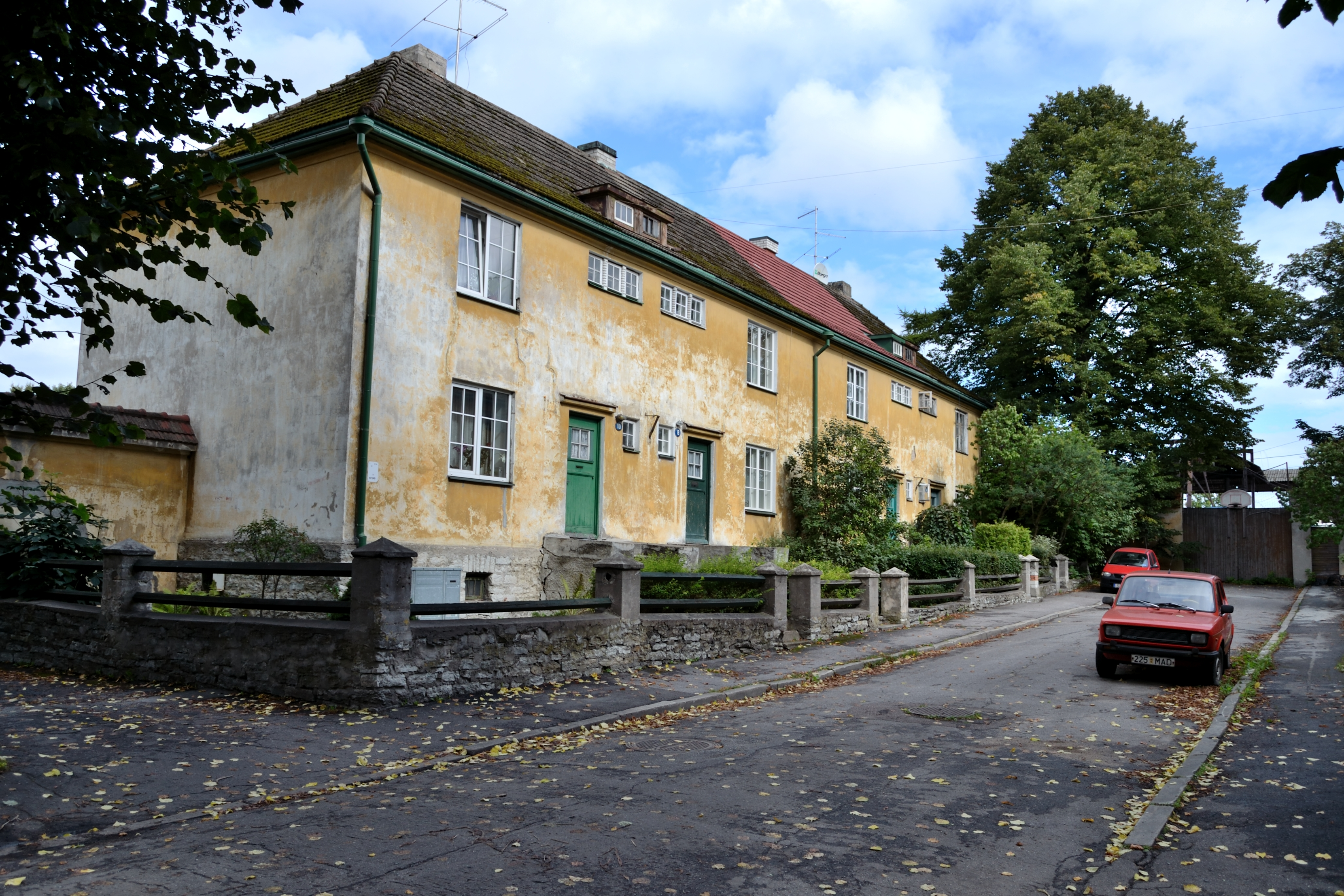
Дом 4,6,8,10
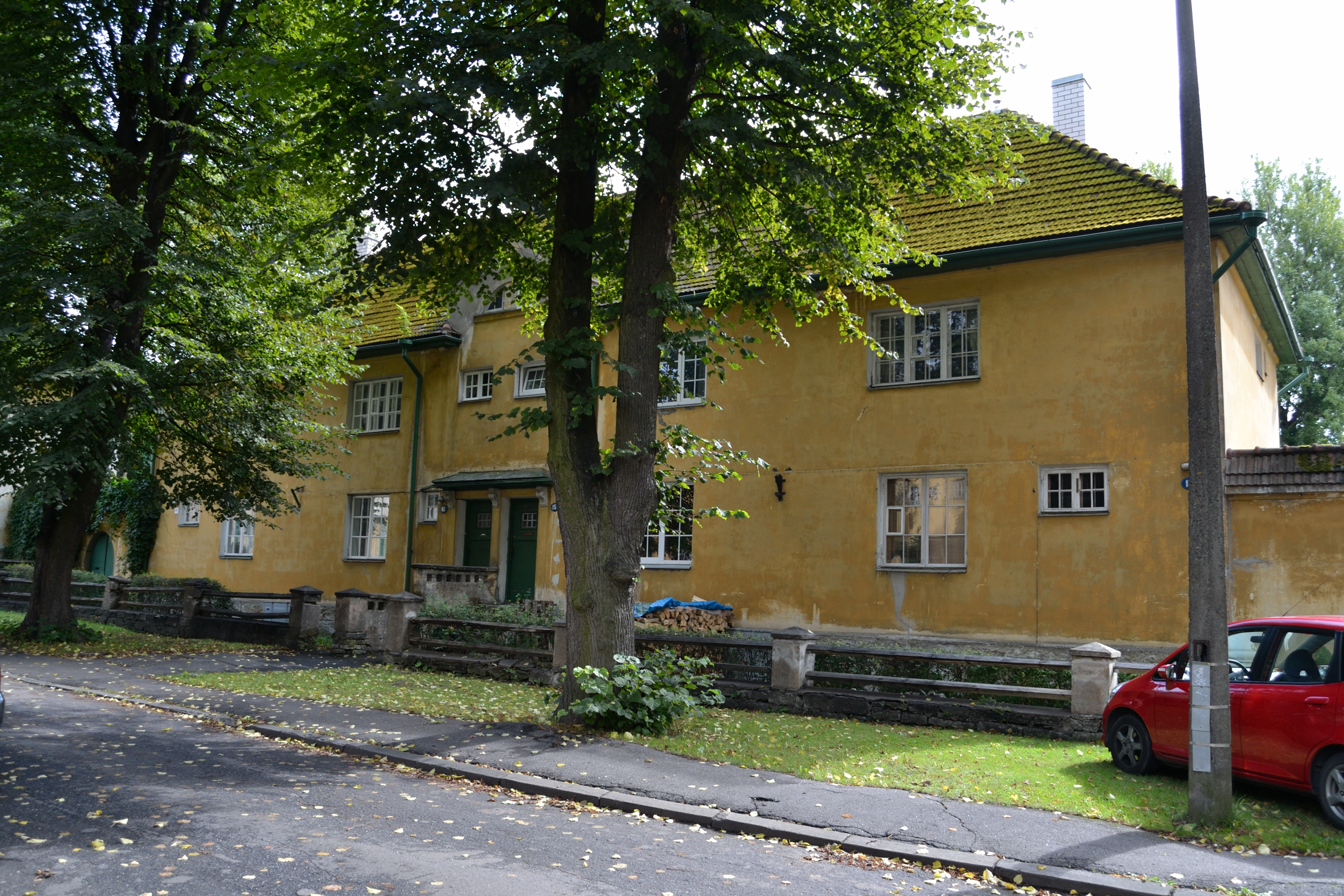
Дом 11,13,15,17
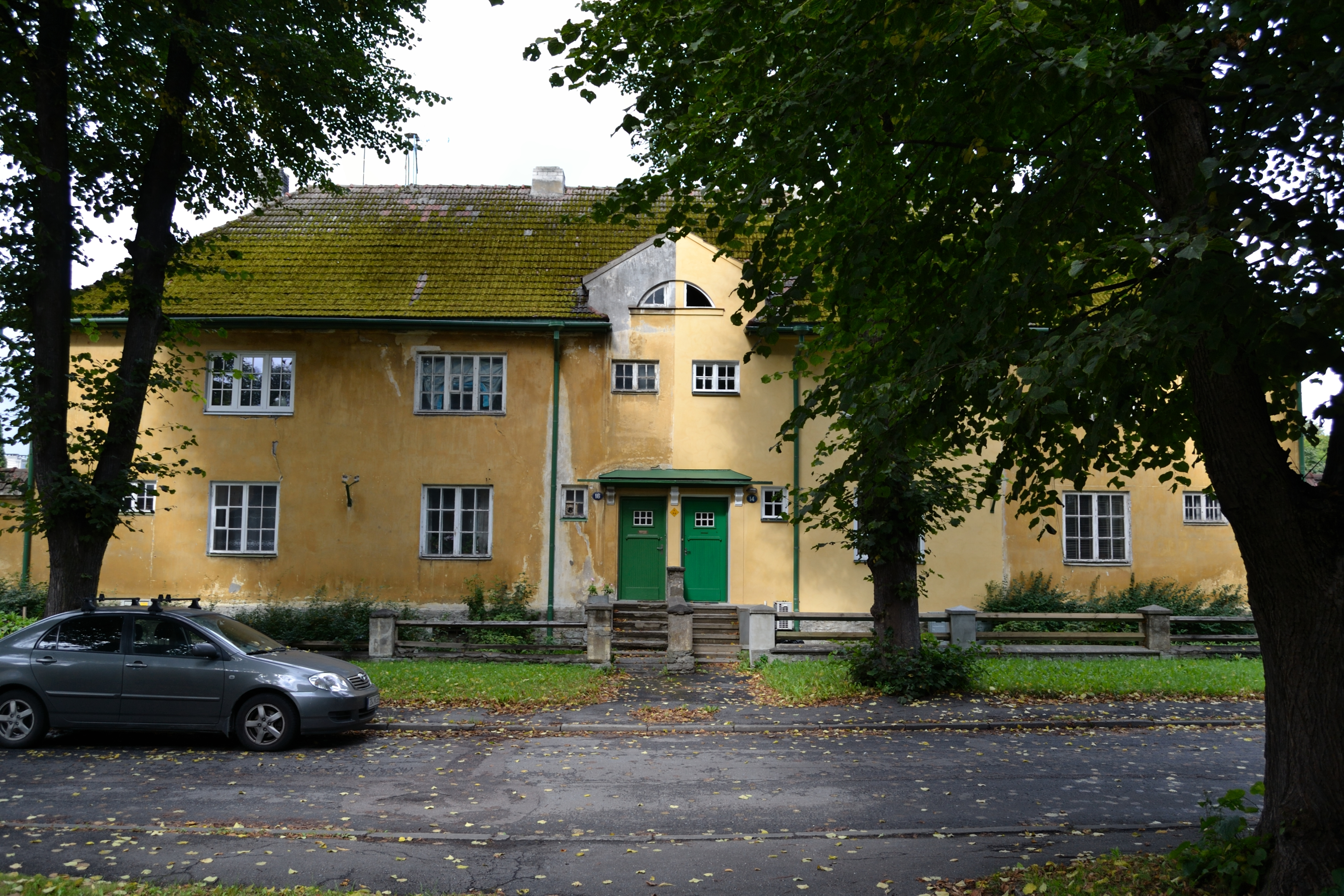
Дом 12,14,16,18
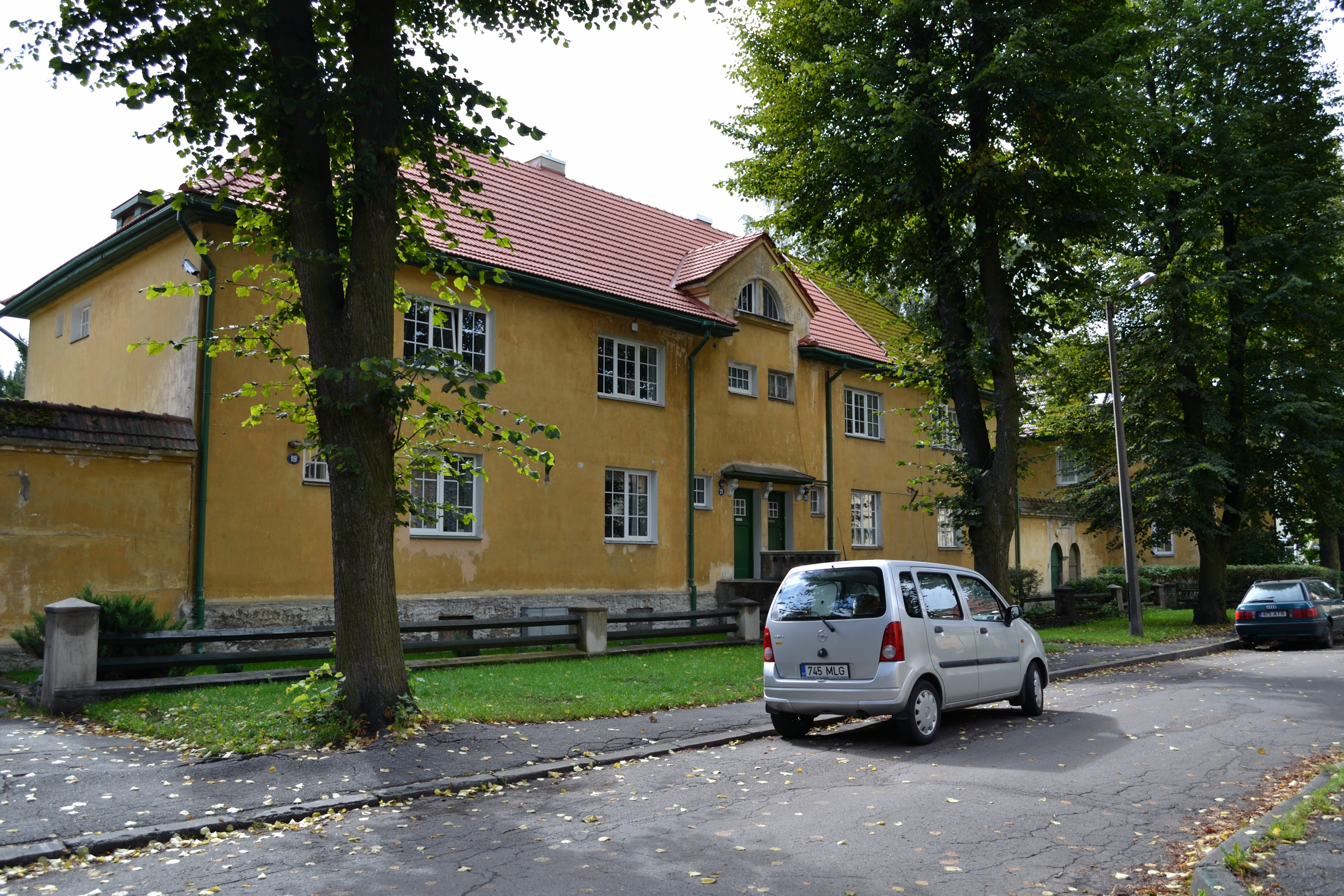
Дом 19,21,23,25
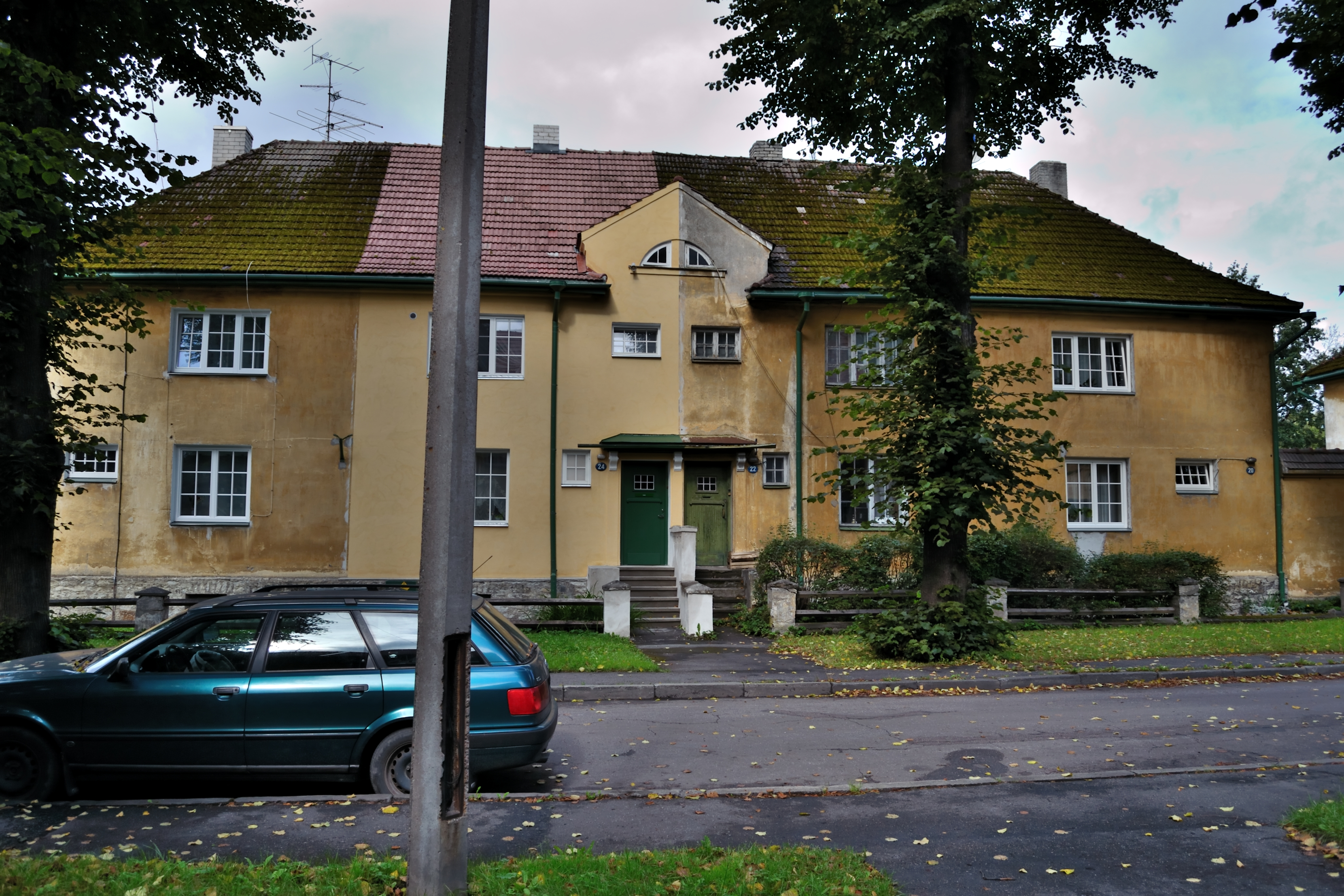
Дом 20,22,24,26
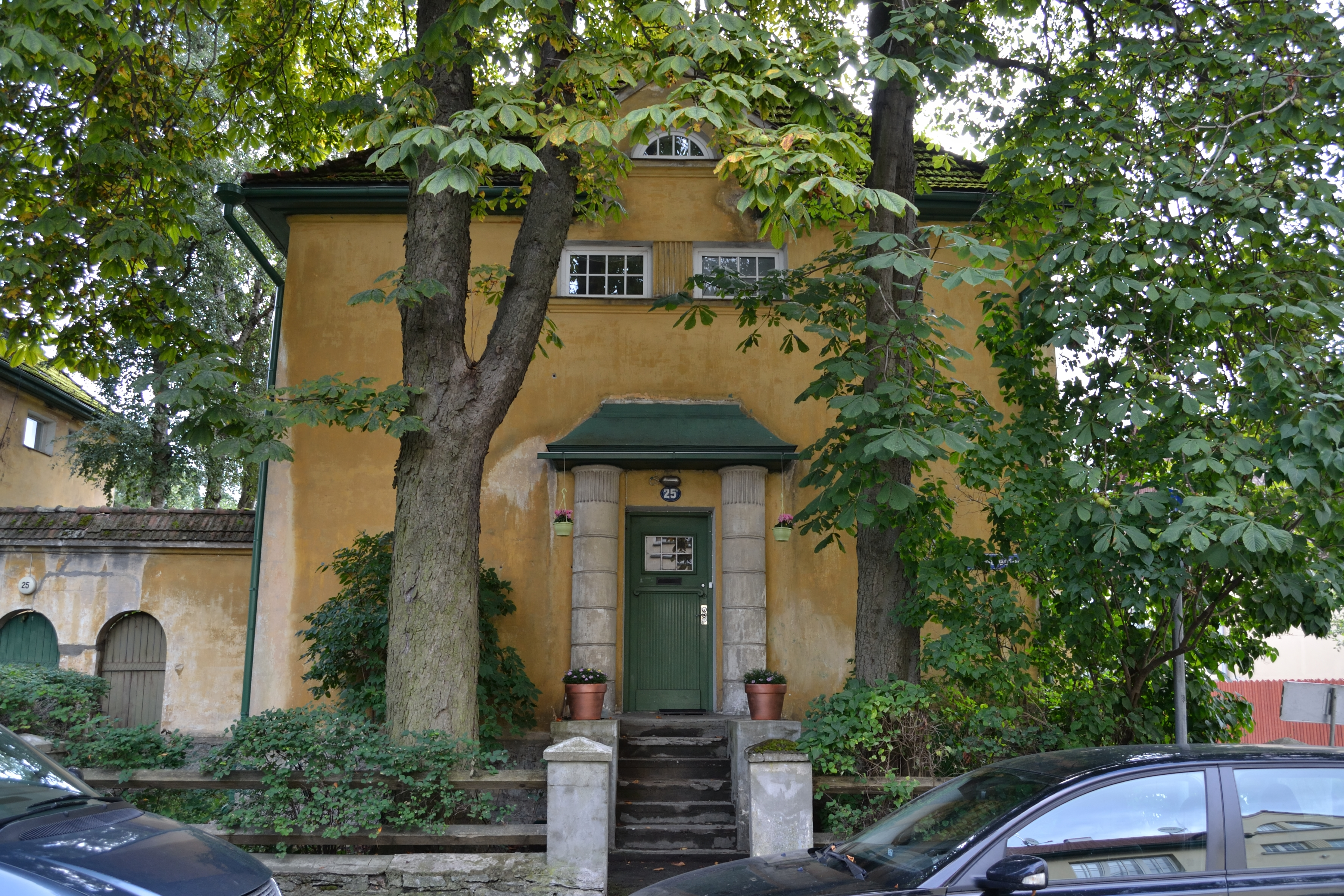
Дом 25А
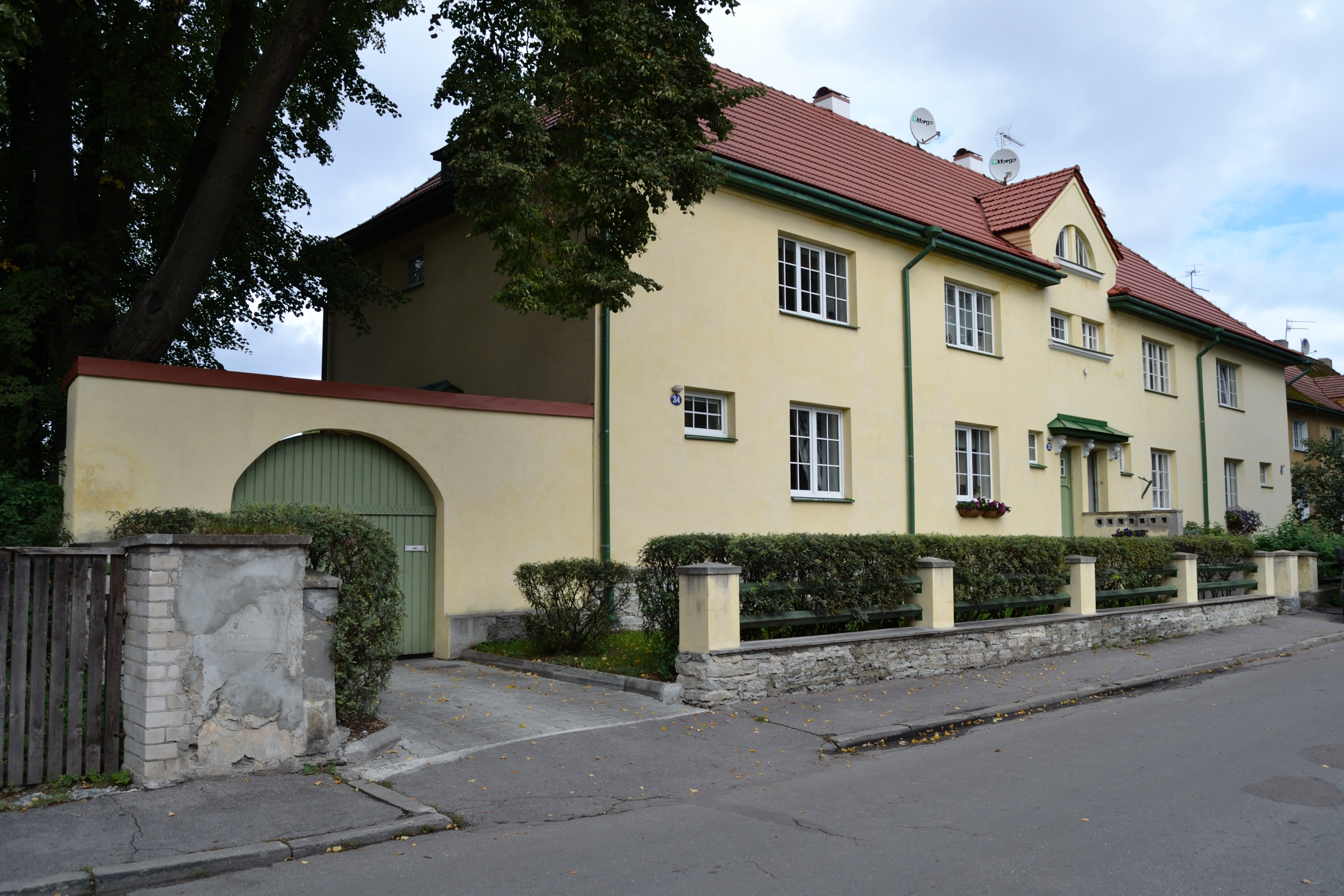
Дом 28,30,32,34

## Учреждения
- Kolde pst 65 — Кесклиннаское отделение Пыхьяской префектуры полиции. Здание построено в 2009 году.

## Общественный транспорт
По улице проходят маршруты городских автобусов № 40 и 66.

Бульвар Колде
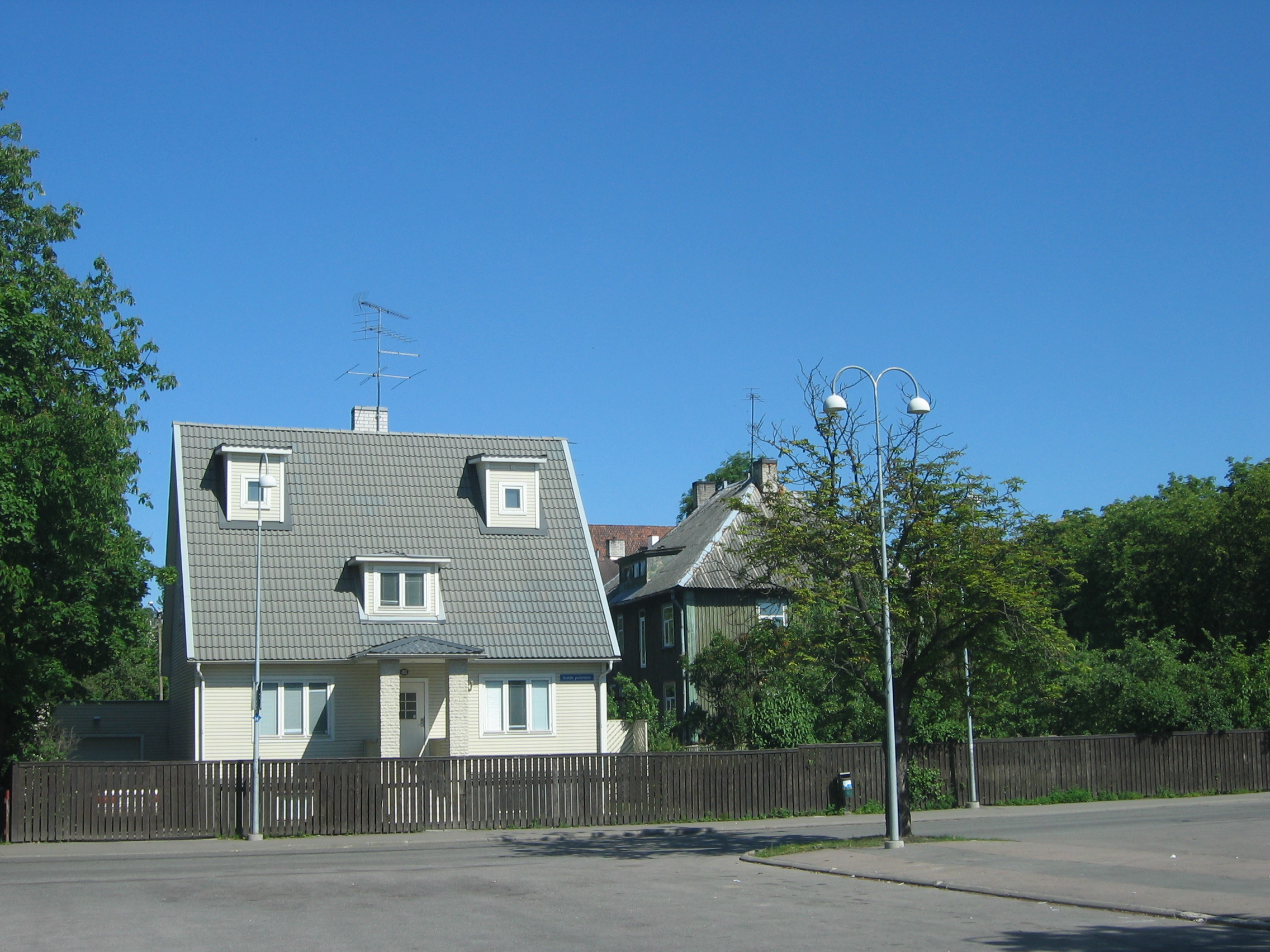
Дом 40, построен в 1949 году
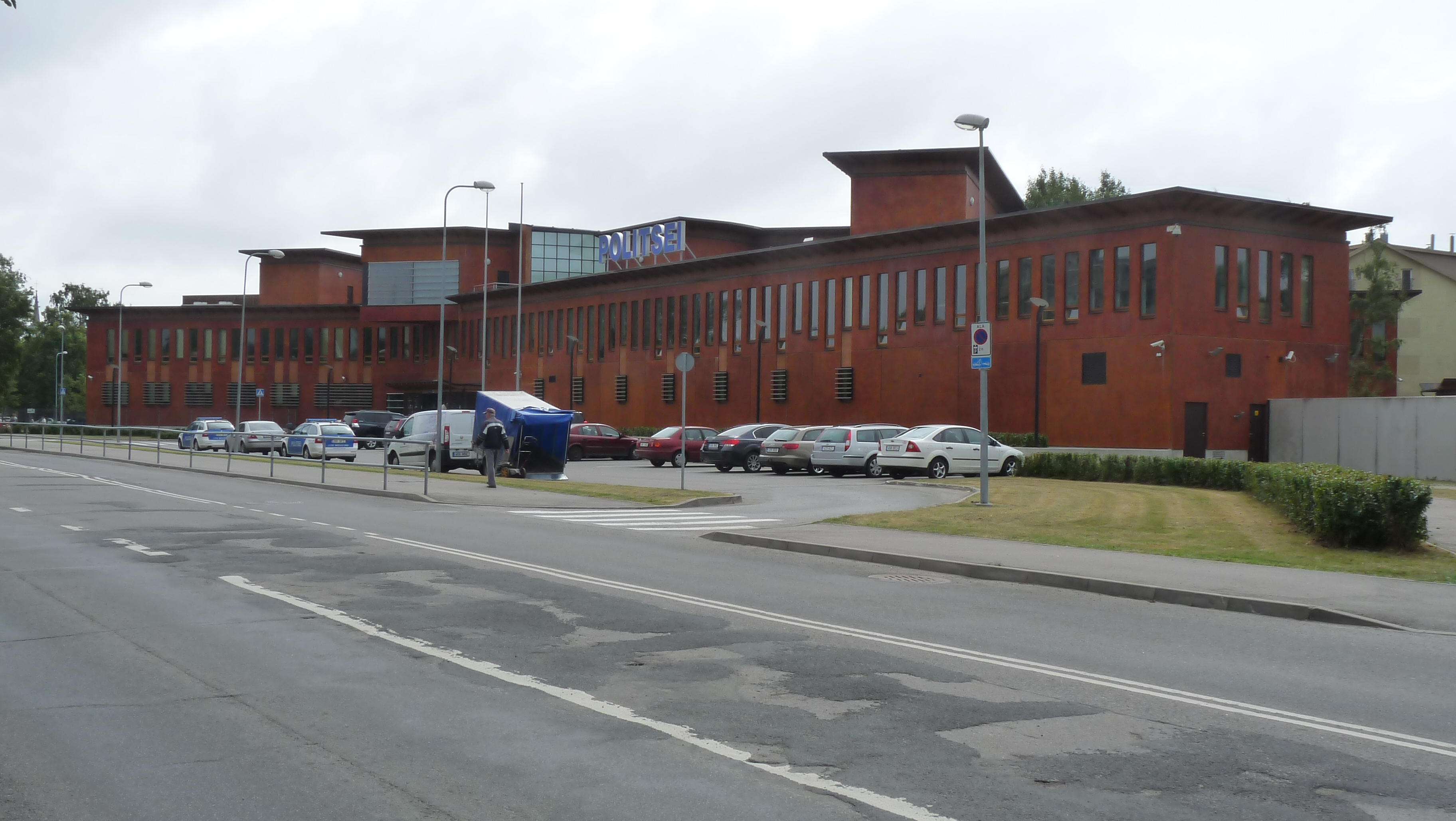
Дом 65, Кесклиннаское отделение Пыхьяской префектуры полиции
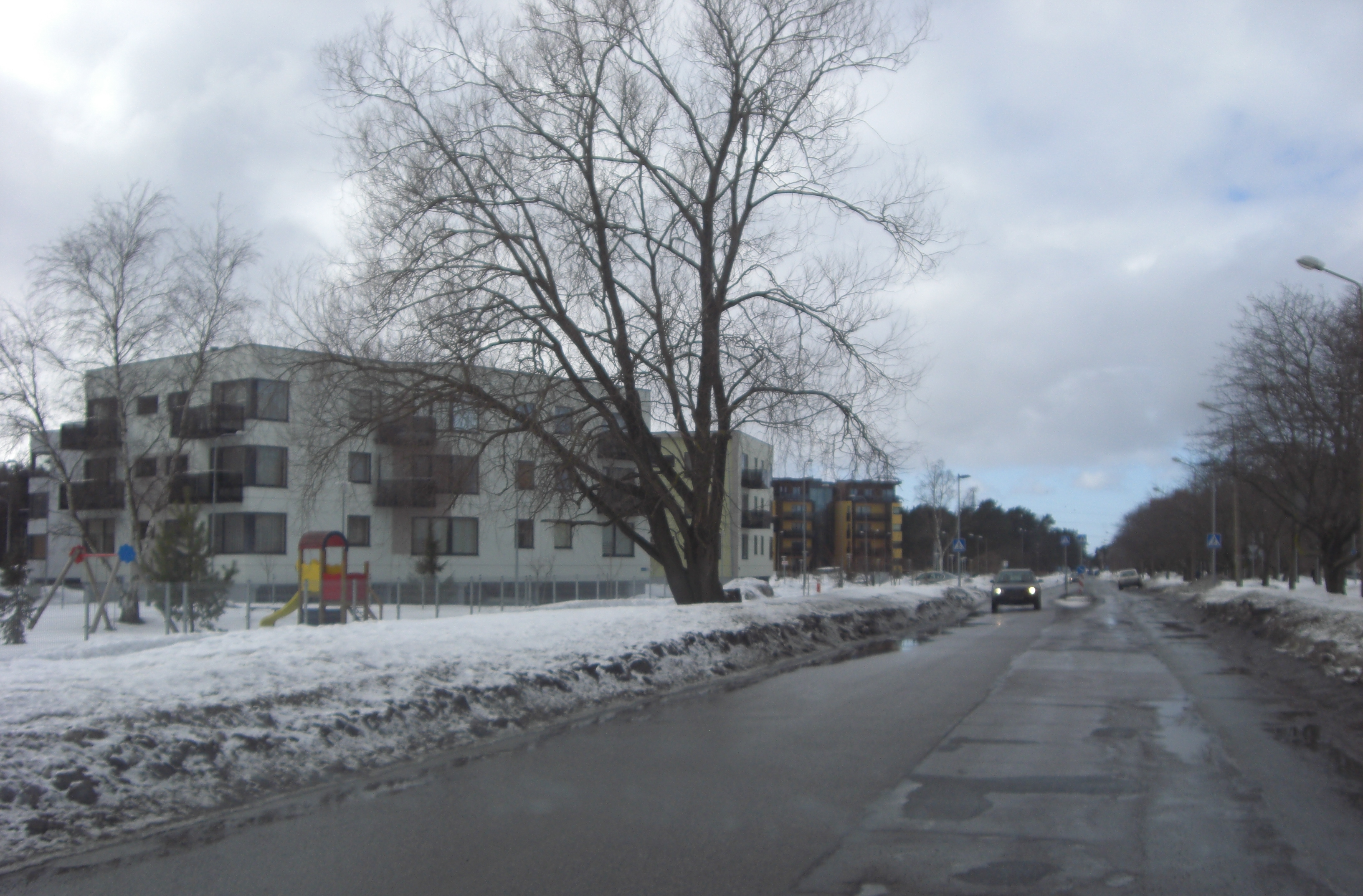
Жилой дом 67 (слева, на заднем плане дома по улице Хелме)
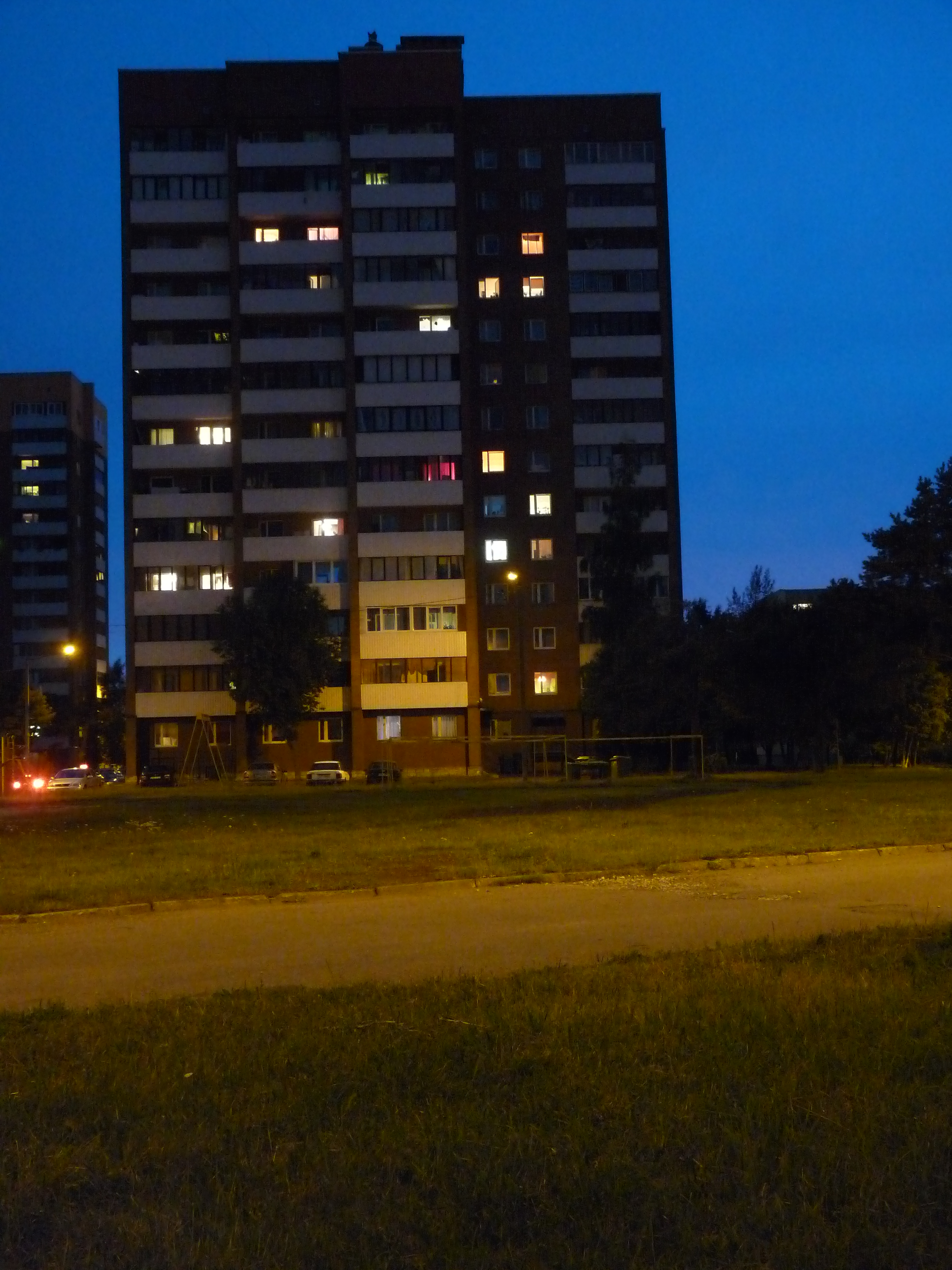
Дом 100, построен в 1978 году